# 맥 10
맥 10(Mack 10, 본명:Dedrick Rolison, 1971년 8월 9일 ~ )은 미국의 랩가수이다. 또한 아이스 큐브'WC'가 소속된 웨스트사이드 커넥션의 전 멤버이다. 그는 2000년 유명 알엔비 그룹인 '티엘씨'의 멤버, 'T-Boz'와 결혼했다. 그는 240만장을 넘게 앨범을 팔았으며, 힙합레이블 'Hoo-Bangin Records'의 설립자이다.

## 앨범
- 1995: Mack 10
- 1997: Based on a True Story
- 1998: The Recipe
- 2000: The Paper Route
- 2001: Bang or Ball
- 2002: Mack 10 Presents da Hood
- 2003: Ghetto, Gutter & Gangster
- 2005: Hustla's Handbook
- 2009: Soft White(발매 예정)
- 2010: Connected Hill with B-Real(발매 예정)